# Vakabajasi Takeo
Vakabajasi Takeo (Hjogo, 1907. augusztus 29. – 1937. augusztus 7.) japán válogatott labdarúgó.

## Nemzeti válogatott
A japán válogatottban 2 mérkőzést játszott, melyeken 4 gólt szerzett.

## Statisztika
| Japán válogatott | Japán válogatott | Japán válogatott |
| Időszak          | Mérk.            | gól              |
| ---------------- | ---------------- | ---------------- |
| 1930             | 2                | 4                |
| Összesen         | 2                | 4                |